# سندرم بچه خاکستری
سندرم بچه خاکستری (انگلیسی: Gray baby syndrome) یک عارضه جانبی نادر اما جدی و حتی کشنده است که در نوزادان تازه متولد شده (به ویژه نوزادان نارس) به دنبال تجمع دلروی آنتی‌بیوتیک کلرامفنیکل رخ می‌دهد. کلرامفنیکل یک آنتی‌بیوتیک با طیف گسترده است که برای درمان انواع عفونت‌های باکتریایی مانند استرپتوکوک پنومونیه و همچنین تب حصبه، سپسیس مننگوکوک، وبا و عفونت‌های چشمی استفاده شده است. کلرامفنیکل با اتصال به زیر واحدهای ریبوزومی عمل می‌کند که مانع انتقال اسید ریبونوکلئیک (RNA) شده و از سنتز پروتئین‌های باکتریایی جلوگیری می‌کند. کلرامفنیکل همچنین برای درمان نوزادانی که پیش از هفته ۳۷ بارداری به دنیا آمده‌اند به منظور پیشگیری استفاده شده است. در سال ۱۹۵۸، به نوزادانی که به دلیل پارگی کیسه آمنیوتیک نارس متولد شده بودند، کلرامفنیکل داده شد تا از عفونت‌های احتمالی جلوگیری شود، و دیده شد که این نوزادان در مقایسه با نوزادانی که تحت درمان با آنتی‌بیوتیک قرار نگرفته بودند، میزان مرگ و میر بالاتری داشتند. در طول سال‌ها، کلرامفنیکل کمتر در عمل بالینی استفاده شده است، زیرا خطرات سمیت نه تنها برای نوزادان، بلکه برای بزرگسالان نیز به دلیل خطر کم‌خونی آپلاستیک وجود دارد. هم‌اکنون کلرامفنیکل برای درمان برخی از عفونت های باکتریایی شدید که با سایر داروهای آنتی بیوتیک درمان نشده اند، کاربرد دارد.

## نشانه‌ها
از آنجایی که این سندرم به دلیل تجمع کلرامفنیکل است، علائم و نشانه های آن به دوز بستگی دارد، علائم و نشانه‌های شایع عبارتند از از دست دادن اشتها، گیجی، استفراغ، رنگ خاکستری خاکستری پوست، فشار خون پایین (فشار خون پایین)، سیانوز (تغییر رنگ آبی لب‌ها و پوست)، هیپوترمی، فروپاشی قلبی عروقی، هیپوتونی (سفتی عضلات)، اتساع شکم، تنفس نامنظم و افزایش لاکتات خون.